# La farfalla impazzita (film)
La farfalla impazzita è un film per la televisione italiano del 2025 diretto da Kiko Rosati, tratto dal romanzo autobiografico omonimo di Giulia Spizzichino, scritto in collaborazione con il generale e scrittore Roberto Riccardi nel 2013.

## Trama
Nel maggio 1994, in televisione viene annunciato il ritrovamento a San Carlos de Bariloche, in Argentina, dell'ex vice comandante della Gestapo a Roma Erich Priebke, anche noto come “il boia delle Fosse Ardeatine”, strage che organizzò e realizzò assieme al colonnello e suo superiore Herbert Kappler. Dopo la guerra, benché fosse stato arrestato, Priebke riuscì a evadere e si rifugiò in Argentina.
Giulia Spizzichino, ebrea romana che ha perso 7 parenti alle Fosse Ardeatine e altri 16 nel campo di concentramento di Auschwitz, viene esortata dall'avvocato Franco Restelli e dalla funzionaria Rosetta Stame a presentarsi in un programma della RAI per parlare di una fotografia che ritrae sua madre Ester (da poco deceduta) mentre stava riconoscendo le salme dei parenti assassinati, dove dichiara che non può esserci perdono ma che deve esserci giustizia. Successivamente Restelli convince Giulia a recarsi in Argentina in modo da mobilitare l'opinione pubblica poiché le autorità italiane, su spinta del procuratore Antonino Intelisano, stanno chiedendo l'estradizione di Priebke, il quale ha potuto tranquillamente godersi mezzo secolo di vita nella città andina come appurato dalla scoperta dell'armadio della vergogna.
A Bariloche Giulia conosce Elena Sabatini, una delle Madri di Plaza de Mayo, l'associazione che riunisce le madri dei desaparecidos, la cui figlia incinta e il genero sono stati fatti sparire dalla dittatura militare argentina. Durante una camminata Giulia scorge da lontano Priebke, che le sorride beffardo. Grazie all'amicizia speciale che si instaura tra lei ed Elena, Giulia trova il coraggio di reagire e si fa portavoce dell'istanza di giustizia in un discorso pubblico a Buenos Aires che smuove gli animi. Prima di essere estradato, Priebke afferma che la strage delle Fosse Ardeatine è stata eseguita come ritorsione per l'attentato di via Rasella compiuto dai partigiani. 
Nel dicembre 1995 inizia il processo contro Priebke (il quale non è pentito delle proprie azioni e sostiene di aver eseguito un ordine), dove Giulia e altri testimoni rievocano gli orrori della Shoah. Intelisano fa emergere come Priebke tenesse la conta dall'alba al tramonto e che abbia fatto deliberatamente uccidere cinque persone in più di quelle elencate nel suo taccuino, che in origine ne contava già 330, il che smonta tutta la difesa, commentando infine il fatto che questo delitto non può essere né prescritto né ricevere attenuanti poiché si tratta di un crimine contro l'umanità. Nel frattempo, Elena viene a sapere da un'infermiera che sua figlia è riuscita a partorire prima di essere fatta sparire, e che il figlio, da poco diciottenne, è stato dato in adozione a una coppia di simpatizzanti del regime; dopo molti dubbi, Elena decide di tornare in Argentina per dire al nipote la verità nella speranza che scelga di andare via con lei.
Il 1º agosto 1996, la corte dispone di non poter procedere a carico di Priebke ritenendo il reato (giudicato solo come crimine di guerra) prescritto e ordinandone l'immediata scarcerazione, seppur sia stato riconosciuto colpevole di concorso in omicidio plurimo aggravato. A causa dei gravi motivi di ordine pubblico che seguono questa decisione, il ministro della giustizia sospende l'esecuzione di tale sentenza, per il quale Intelisano ha dovuto appellarsi al principio di crimine contro l'umanità, che è imprescrittibile, come Giulia e le madri argentine hanno sempre sostenuto. La corte di appello celebra dunque un nuovo processo che condanna Priebke all'ergastolo.
Qualche anno dopo, Giulia passa accanto alla casa dove viveva da ragazza, vi entra e rievoca momenti gioiosi vissuti insieme ai suoi cari.

## Antefatti e produzione
Il titolo del libro e del film deriva dal soprannome attribuito alla protagonista e coautrice Giulia Spizzichino, donna realmente esistita sopravvissuta al rastrellamento del ghetto di Roma del 16 ottobre 1943, dal caro amico Stefano Persiani. Nel 1994 la donna, che durante la guerra perse 26 famigliari, venne a sapere del rintracciamento in Argentina di Erich Priebke, esecutore materiale della strage delle Fosse Ardeatine, e lottò per l'estradizione e la condanna dell'ex ufficiale nazista.
Il film diretto da  Kiko Rosati è tratto dal romanzo autobiografico omonimo di Giulia Spizzichino e Roberto Riccardi e soggetto di Mauro Caporiccio, quest'ultimo coinvolto nella scrittura della sceneggiatura con Andrea Porporati e Maria Porporati. Il film è stato prodotto da 11 Marzo Film in collaborazione con Rai Fiction.
Il film è stato girato nell'autunno 2024 a Roma, Santa Marinella, Tivoli, Anguillara Sabazia, Merano e Val Senales. Il cast si compone di Elena Sofia Ricci e Massimo Wertmüller rispettivamente nei ruoli da protagonista di Giulia Spizzichino e Umberto Sbarrini.

## Accoglienza
Il film è stato trasmesso in prima visione e prima serata su Rai 1 mercoledì 29 gennaio 2025, e ha totalizzato 3 448 000 telespettatori pari al 18,6% di share.

## Riconoscimenti
- Nastri d'argento - Grandi Serie
  - 2025 – Candidatura al miglior film TV[10]